# Naomi Fujiyama
Naomi Fujiyama (藤山 直美, Fujiyama Naomi), née le 28 décembre 1958, est une actrice japonaise. 

## Biographie
Naomi Fujiyama remporte le prix de la meilleure actrice au 25e festival de cinéma d'Hochi et à la 22e édition du festival du film de Yokohama pour Le Visage.

## Filmographie sélective
- 1965 : Osan et son père mangent du riz froid (冷飯とおさんとちゃん, Hiyameshi to Osan to-chan?) de Tomotaka Tasaka
- 1985 : La Proie de l'homme (櫂, Kai?) de Hideo Gosha
- 2000 : Le Visage (顔, Kao?) de Junji Sakamoto : Masako Yoshimura
- 2002 : Godzilla X Mechagodzilla (ゴジラ×メカゴジラ, Gojira x Mekagojira?) de Masaaki Tezuka
- 2003 : Get up! (ゲロッパ!, Geroppa!?) de Kazuyuki Izutsu
- 2007 : Yajikita dōchū Teresuko (やじきた道中 てれすこ?) de Hideyuki Hirayama
- 2016 : Danchi (団地?) de Junji Sakamoto : Hinako Yamashita

## Récompenses et distinctions
- 2001 : Hōchi Film Award de la meilleure actrice pour son interprétation dans Le Visage[3]
- 2001 : Prix Kinema Junpō de la meilleure actrice pour son interprétation dans Le Visage
- 2001 : Prix du film Mainichi de la meilleure actrice pour son interprétation dans Le Visage[4]
- 2001 : Prix de la meilleure actrice au festival du film de Yokohama pour son interprétation dans Le Visage
- 2016 : Coupe d'or au Festival international du film de Shanghai pour son interprétation dans Danchi